# Li Si

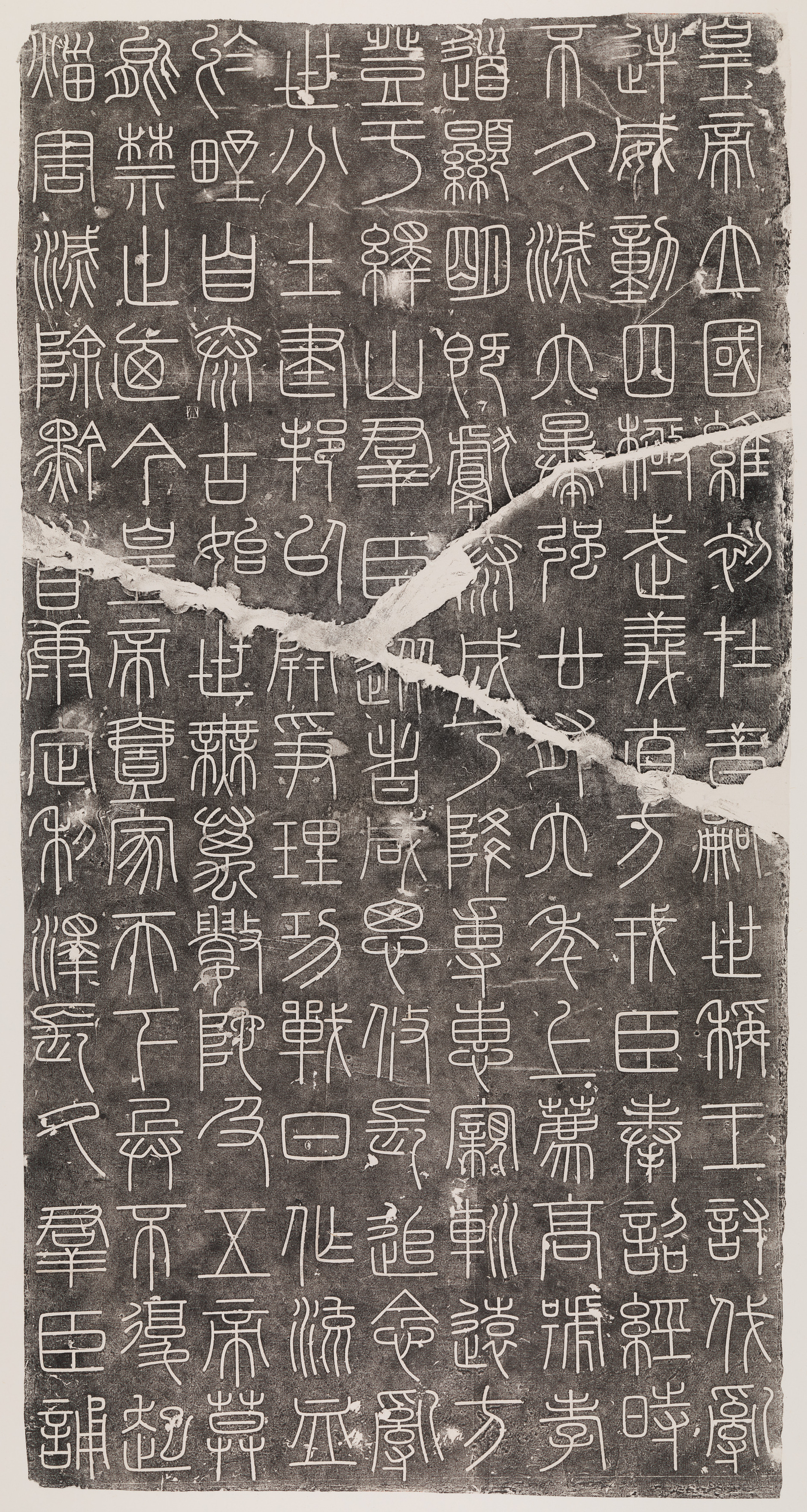
Una impresión de la inscripción del edicto del Primer Emperador, tradicionalmente escrita personalmente por Li Si. La estela original con el edicto fue destruida durante la dinastía Tang y esta impresión se hizo a partir de una copia de Xu Xuan (916–991), quien a su vez utilizó copias anteriores. Está escrita en el estilo de escritura de sello pequeño.

Li Si  (chino: 李斯, pinyin: Lǐ Sī, Wade-Giles: Li³ Si¹; c. 280 a. C. - Xianyang, septiembre u octubre, 208 a. C.) fue un político chino de la dinastía Qin. Sirvió como canciller de la dinastía de Qin (246 - 208 a. C.), y fue también un escritor y político reconocido de la filosofía legalista, así como un notable calígrafo. Trabajó para dos soberanos: Qin Shi Huang, el rey del estado de Qin y más tarde primer emperador; y Qin Er Shi, el hijo más joven de Qin Shi Huang y Segundo Emperador. En cuanto a sus métodos administrativos, Li indicó que admiraba y se inspiraba "en las ideas de Shen Buhai", refiriéndose repetidamente a la técnica Shen y Han Fei, pero con respecto a la ley seguida por Shang Yang.
John Knoblock de la Universidad Stanford consideró a Li Si como: 

Una de las dos o tres figuras más importantes de la historia china ... en gran medida responsable de la creación de las instituciones que convirtieron a la dinastía Qin en el primer estado universal de la historia china. Unificó las leyes, las ordenanzas gubernamentales, los pesos y las medidas. Estandarizó carruajes, carros y caracteres utilizados en la escritura ... facilitando la unificación cultural de China ... Creó un gobierno basado únicamente en el mérito, de modo que los hijos y hermanos menores del clan imperial no fueron ennoblecidos, sino los ministros capaces, pacificó las regiones fronterizas sometiendo a los bárbaros del norte y del sur, llevando las armas de los estados feudales a la capital, Xianyang, donde fueron fundidas para producir campanas y enormes estatuas ornamentales, relajó los castigos draconianos heredados de Shang Yang y redujo los impuestos, actuando desde la visión de un imperio universal, nadie ante él tenía una idea tan clara de un mundo que abarcara a todos los chinos, trayendo consigo el dominio universal de la paz.
Xunzi A Translation and Study of the Complete Works, Volumen 1. p 37. John Knoblock, Stanford University Press, ISBN: 9780804714518

## Primeros años
Li Si era originalmente de Shang Cai (上蔡) en el Estado Chu. Durante su juventud fue un funcionario menor en la administración local de Chu. De acuerdo con los recuerdos del gran historiador de Sima Qian, un día Li Si observó que las ratas en la dependencia estaban sucias y hambrientas, pero las ratas en el establo estaban bien alimentadas. De repente se dio cuenta de que "no hay un estándar establecido para el honor ya que la vida de todos es diferente. Los valores de las personas están determinados por su estatus social. Y al igual que las ratas, la condición social de la gente a menudo depende puramente de eventos aleatorios alrededor de ellos. Siendo restringidos por códigos morales, la gente debería hacer lo que considerara mejor para ellos en el momento". Decidió tomar la política como una carrera, que era una opción común entre los eruditos de una familia carente de nobleza durante el período de los estados combatientes.
Li Si no pudo avanzar en su carrera política en Chu. Él creía que no lograr nada en la vida siendo tan inteligente y educado traería vergüenza no solo a sí mismo sino a todos los eruditos. Después de haber terminado su educación con el famoso pensador confuciano Xun Kuang (Xun Zi), se trasladó al Estado de Qin, el estado más poderoso en ese momento, con la intención de avanzar en su carrera política.

## Carrera en Qin

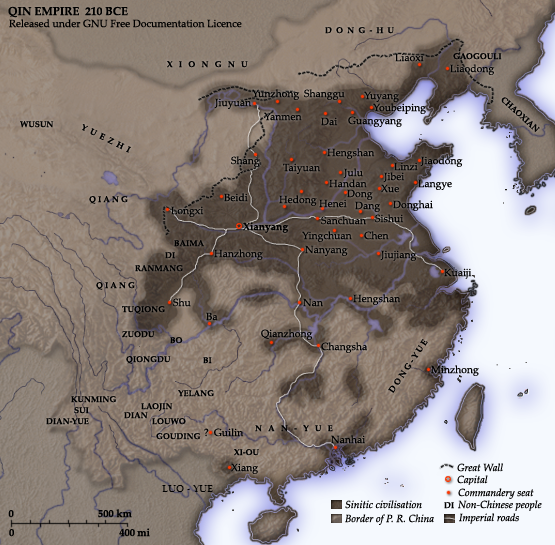
Mapa de la dinastía Qin (aproximadamente en el año 210 a. C.) — en China. ::*La primera dinastía imperial unificadora de China. ::*Los territorios coloreados muestran la extensión aproximada del control político de Qin a la muerte del emperador Qin Shi Huang en el año 210 a. C.

Durante su estancia en Qin, Li Si se convirtió en un huésped del primer ministro Lü Buwei y tuvo la oportunidad de hablar con el gobernante de Qin, el rey Zheng, que más tarde se convertiría en el primer emperador de la China unificada, Qin Shi Huang. Li Si expresó que el estado Qin era extremadamente poderoso, pero unificar China era todavía imposible si los otros seis estados se unían para luchar contra Qin. Qin Shi Huang quedó impresionado por la visión de Li Si de cómo unificar a China. Habiendo adoptado la propuesta de Li Si, el gobernante de Qin invirtió generosamente para atraer a  otros intelectuales al estado de Qin y envió asesinos para matar a importantes eruditos de otros estados.
En 237 a. C., un magistrado en el tribunal de Qin instó al rey Zheng a expulsar a todos los extranjeros del estado para evitar espionaje. Como nativo de Chu, Li Si era un objetivo claro, por lo que le recordó al rey explicándole los cuantiosos beneficios que los extranjeros daban a Qin, incluyendo "las chicas sensuales de Zhao".  Impresionado con la retórica de Li Si, lo promovió. El mismo año, Li Si reportó haber instado al rey Zheng a anexionar al vecino estado Han para intimidar a los otros cinco estados restantes. Li Si también escribió la "Petición contra la Expulsión de los oficiales invitados" (Jianzhuke Shu). En 234 a. C., Han Fei, un miembro de la aristocracia del Estado Han, le preguntó al rey de Han para ir a Qin y resolver la situación a través de la diplomacia. Li Si, envidiaba el intelecto de Han Fei y persuadió al rey Qin de que no podía hacer que Han Fei regresaraa de vuelta (ya que su capacidad superior sería una amenaza para Qin en el futuro).  Como resultado Han Fei fue encarcelado y en el año 233 a. C., convencido por Li Si, se suicidó tomando veneno. El estado Han fue más tarde conquistado en el año 230 a. C.
Después de que Qin Shi Huang se convirtiera en el emperador, Li Si lo persuadió para suprimir la disensión intelectual. Li Si creía que los libros sobre áreas como la medicina, la agricultura y la profecía, podrían no ser objeto de preocupación, pero los libros políticos eran peligrosos en manos públicas. Era difícil progresar y cambiar el país con la oposición de tantos "eruditos". Como resultado, solo el estado debe encargarse de poseer y mantener los libros políticos, y solo las escuelas estatales tenían la capacidad de impartir la educación a los estudiosos políticos. Li Si escribió el edicto ordenando la destrucción de los registros históricos y libros opositores en 213 a. C., incluyendo los textos confucianos importantes, que él pensaba que eran perjudiciales para el bienestar del Estado. Se piensa comúnmente que 460 eruditos confucianos fueron enterrados vivos en el conocido acontecimiento histórico denominado "Quema de libros y sepultura de intelectuales" (焚书坑儒); sin embargo, esto era una traducción errónea en los textos históricos posteriores. En realidad, las 460 personas que fueron enterradas vivas por el emperador Qin Shi Huang eran principalmente sacerdotes y chamanes que presuntamente estaban privando al emperador de recursos y riquezas mientras buscaban medicinas que dieran vida eterna o apoteosis.

### Incidente de Zheng Guo

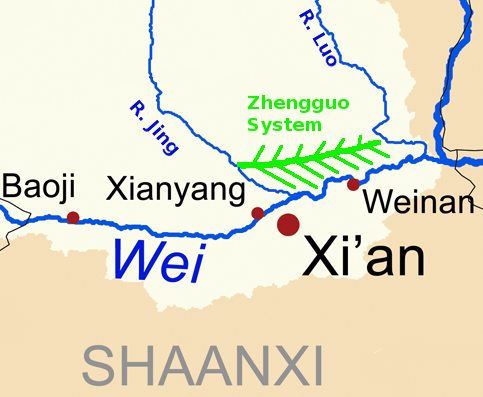
Esquema del Canal de Zhengguo.

La posición de Li Si estuvo a punto de verse amenazada cuando se descubrió que Zheng Guo del estado Han, que ayudó a construir un importante canal, era en realidad un espía. Aprovechando esta oportunidad, los aristócratas locales, que durante mucho tiempo habían sido hostiles a las llegadas de extranjeros, persuadieron al rey en 237 a. C. para que emitiera un decreto ordenando la expulsión de todos los extranjeros. Tratando de evitar el exilio, Li Si escribió un documento contra el exilio de los extranjeros, que pasó a la historia como una de sus obras más importantes (el documento sobrevivió porque Sima Qian lo citó completo en las Notas de un historiador). Citó una serie de ejemplos de la historia de Qin que demuestran que los extranjeros contribuyeron a la prosperidad del país, señalando también los bienes exóticos importados del extranjero que enriquecieron al Estado.
Como señala Paul R. Goldin,(Universidad de Pensilvania) el rey tuvo que dimitir porque deshacerse de los extranjeros era contrario a sus aspiraciones imperiales. El gobernante del mundo entero tenía que ser algo más que el gobernante de Qin . Las circunstancias del incidente de Zheng Guo fueron tan dramáticas que muchos eruditos, tanto antiguos como modernos, dudaron de su autenticidad. La fecha del incidente también es un tema de debate, que se asocia con diferentes narrativas sobre este tema dentro de las Notas del Historiador  . El sinólogo estadounidense Derk Bodde (1909-2003)  dudaba de la conexión entre el caso Zheng Guo y el decreto sobre la expulsión de extranjeros, ya que se suponía que la construcción del canal ya había comenzado en el año 246 a. C., mientras que el decreto debía emitirse en el año 237 a. C. la emisión del decreto fue más bien provocada por la ejecución de Lao Ai en 238 a. C. y un año más tarde por la destitución de Lü Buwei, como lo indica la proximidad cronológica de estos acontecimientos relacionados con los extranjeros [6] [cita requerida]. Cualesquiera que sean las causas exactas y el curso del incidente, Li Si jugó un papel importante en él y "surgió como uno de los principales políticos en la corte de Qin y comenzó a ascender rápidamente hasta el cargo de Gran Juez (廷尉, tingwei )" .

## Muerte

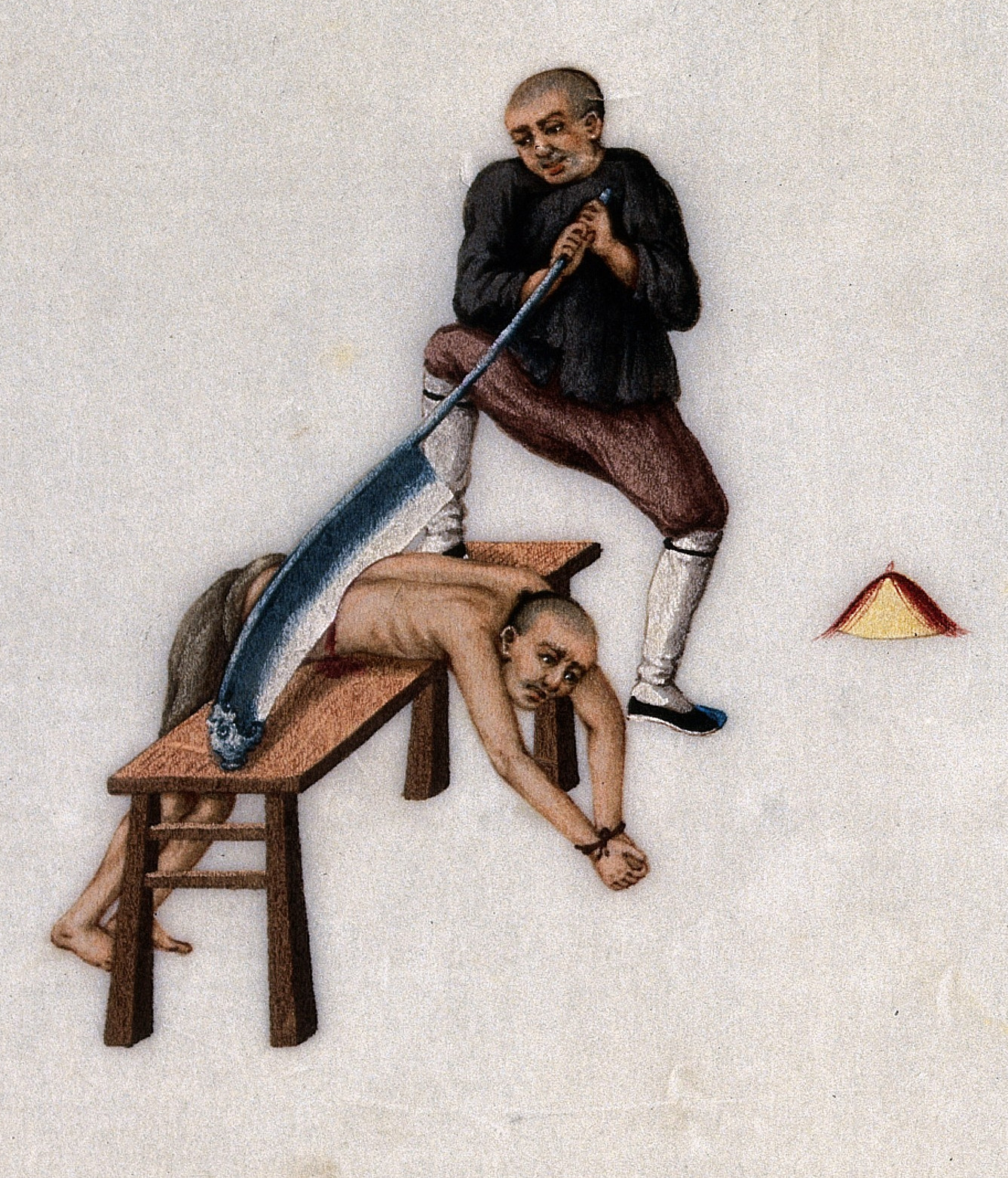
Ilustración de la manera de ejecución por corte por la cintura, manera utilizada sobre Li Si.

Cuando Qin Shi Huang murió mientras estaba lejos de la capital, Li Si y el eunuco principal Zhao Gao suprimieron la elección del sucesor del último emperador, Fusu. En ese momento Fusu era un amigo íntimo de Meng Tian. Si Fusu se convertía en el próximo emperador, había una alta probabilidad de que Meng Tian reemplazara a Li Si como primer ministro. Temiendo una pérdida de poder, Li Si decidió traicionar al emperador fallecido Qin Shi Huang. Li Si y Zhao Gao engañaron a Fusu para que se suicidara, e instaló en su lugar otro príncipe, Qin Er Shi (229 a. C. -  207 a. C.). Durante la decadencia de la dinastía, Zhao Gao convenció al nuevo emperador de instalar a sus seguidores en posiciones oficiales. Cuando su base de poder era lo suficientemente segura, Zhao Gao traicionó a Li Si y lo acusó de traición. Qin Er Shi, que vio a Zhao Gao como su maestro, no cuestionó su decisión. Zhao Gao hizo que torturana a Li Si hasta que admitió el crimen. En 208 a. C., Zhao Gao mandó ejecutar a Li Si por medio del corte por la cintura (腰斩).

## Contribuciones
Creyendo en un sistema altamente burocrático, Li Si es considerado como el centro de la eficiencia del estado de Qin y el éxito de sus fuerzas armadas en la conquista de China. También fue instrumental en la sistematización de las medidas estándar y moneda en la China post-unificada. También ayudó a sistematizar el lenguaje chino escrito al promulgar el estándar de la escritura de sello pequeño que ya había estado en uso en el estado de Qin. En este proceso, los caracteres variables dentro del léxico de Qin fueron proscritos, al igual que los dialectos de las diferentes regiones que habían sido conquistadas. Esto tendría un efecto unificador sobre la cultura china durante miles de años. Li Si también fue el autor del Cangjiepian, el primer compilador de caracteres chino, del cual todavía se encuentran fragmentos. Hay diferentes puntos de vista sobre el impacto de la escritura de sello pequeño.

## Cultura popular
- Li Si se menciona en la novela de Elías Canetti, Auto-da-fe (1935).
- Li Si es una de las 32 figuras históricas que aparecen como personajes especiales en el videojuego Romance de los Tres Reinos XI por Koei.
- Li Si  ( 李斯   Ri Shi?) aparece en el popular manga Kingdom de Yasuhisa Hara.

## Lectura adicional
- Levi, Jean (1993). "Han fei tzu (韓非子)". In Loewe, Michael (ed., 1993). Early Chinese Texts: A Bibliographical Guide, pp. 115–116. (Early China Special Monograph Series No. 2), Society for the Study of Early China, and the Institute of East Asian Studies, University of California, Berkeley, ISBN 978-1-55729-043-4.
- Michael, Franz (1986). China through the Ages: History of a Civilization. pp. 53–67. Westview Press; SMC Publishing, Inc. Taipéi. ISBN 978-0-86531-725-3; 957-638-190-8 (ppbk).
- Nivison, David S. (1999). "The Classical Philosophical Writings", pp. 745–812. In Loewe, Michael & Shaughnessy, Edward L. The Cambridge History of Ancient China: From the Origins of Civilization to 221 BC. Cambridge University Press.
- Yap, Joseph P. (2009). Wars With The Xiongnu, A Translation from Zizhi tongjian. AuthorHouse, Bloomington, Indiana, U.S.A. ISBN 978-1-4490-0604-4. Chapter 1.

- Datos: Q152919
- Multimedia: Li Si / Q152919